# Botanischer Garten

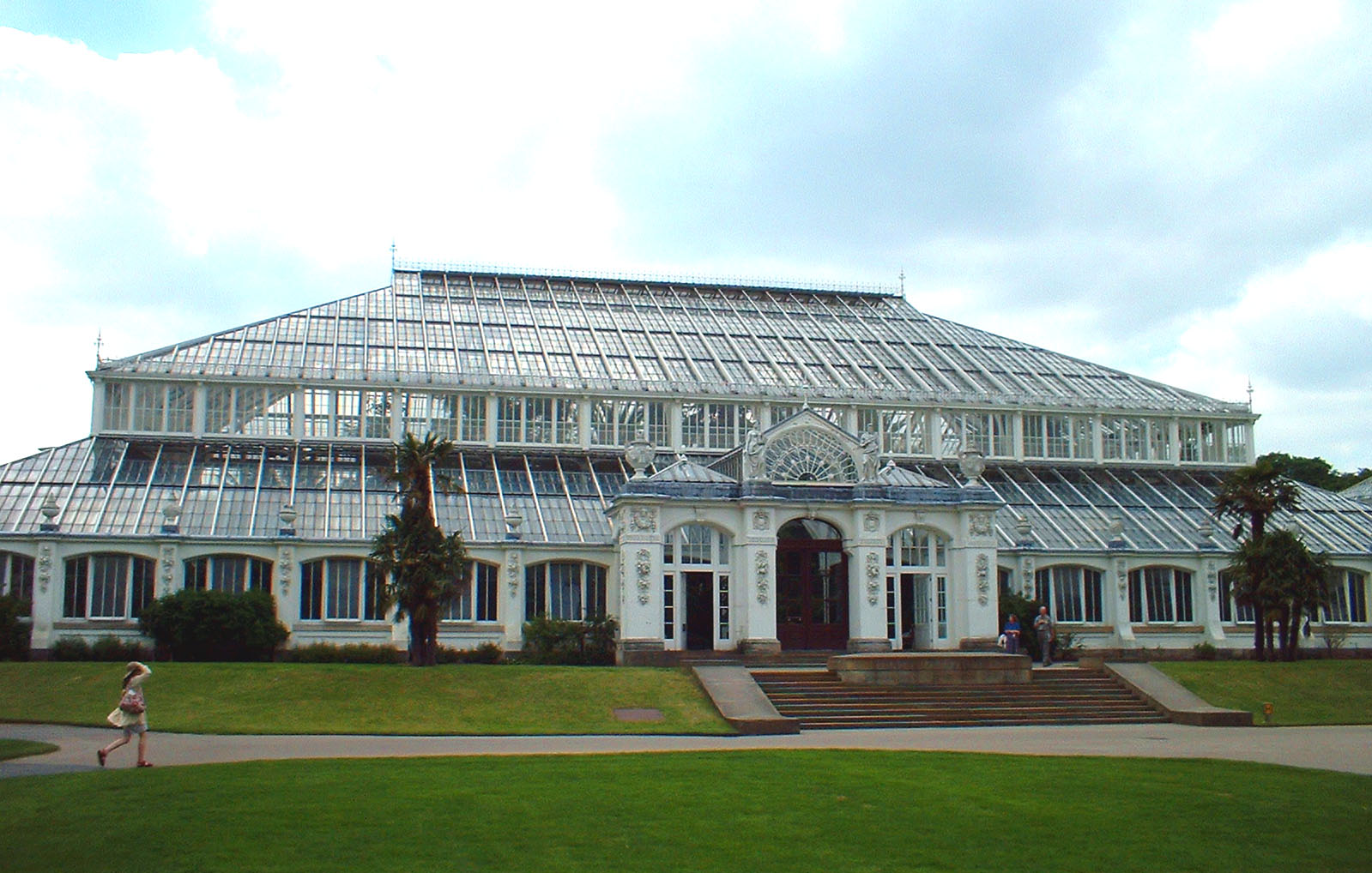
Temperate House in Royal Botanic Gardens in London

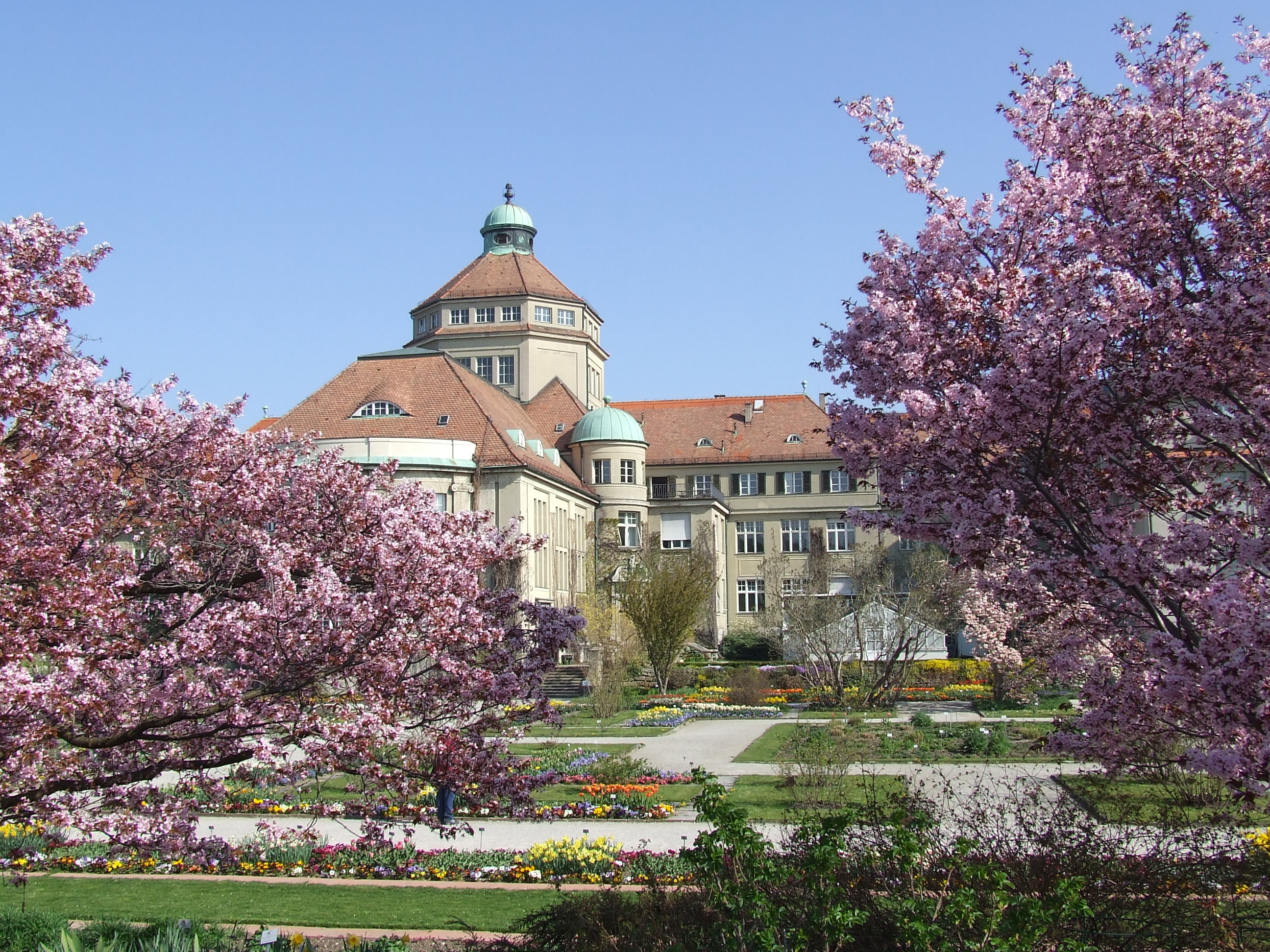
Frühlingshafter Schmuckhof des Botanischen Gartens München

Ein botanischer Garten ist eine ausgedehnte gärtnerische Anlage, in der fremdländische und einheimische Pflanzenarten nach systematischen, pflanzengeographischen, ökologischen, pflanzensoziologischen oder wirtschaftlichen Gesichtspunkten geordnet gezeigt werden. Botanische Gärten können staatlich, städtisch, privat oder aber den botanischen Instituten von Universitäten angeschlossen sein. Botanische Gärten an Universitäten dienen vorrangig wissenschaftlichen Zwecken. Weltweit existieren fast 1800 botanische Gärten. 400 davon befinden sich in Europa und ca. 90 in Deutschland. Botanische Gärten gibt es auf allen Kontinenten, außer in der Antarktis. Die meisten botanischen Gärten betreiben Gewächshäuser zur Anzucht und Präsentation von Pflanzen. Wichtiger Bestandteil botanischer Gärten von heute sind häufig auch ökologisch und botanisch interessante Lebensräume mit den für sie typischen Pflanzengesellschaften.
Ein auf Bäume und Sträucher beschränkter botanischer Garten wird Arboretum genannt. Ein Arboretum kann auch Teil eines botanischen Gartens sein. Andere typische Bestandteile sind Alpinum und Tropenhäuser.

## Geschichte

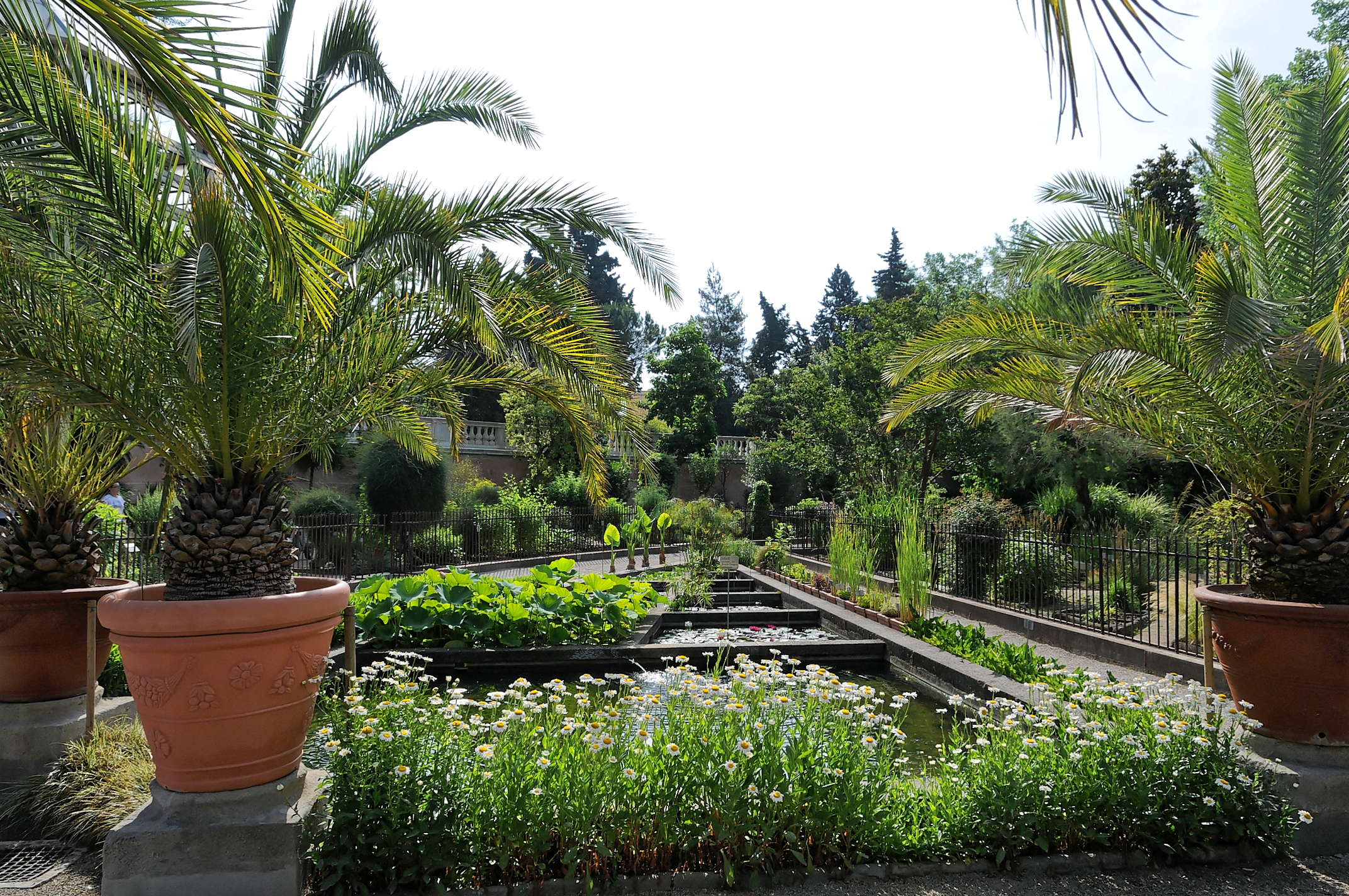
Botanischer Garten in Padua

Der erste und älteste botanische Garten der Welt, der sich noch immer an seinem ursprünglichen Ort in Italien befindet, ist der Botanische Garten von Padua, italienisch Orto Botanico di Padova. Er wurde 1545 gegründet und gehört zur Universität Padua. Weitere frühe botanische Gärten wurden 1544 im italienischen Pisa von Luca Ghini sowie in Florenz (1545) und Bologna (1568) gegründet. Ein halbes Jahrhundert zuvor entstand der erste auf Gehölze ausgerichtete botanische Garten, das Arboretum von Trsteno nahe Dubrovnik. Es ist seit dem Jahr 1492 nachgewiesen.
Erste botanische Gärten wurden in Deutschland in Leipzig (1580) und in Jena (1586) gegründet. Danach kamen die botanischen Gärten in Heidelberg (1593), in Gießen (1609) sowie in Freiburg (1620). Sie waren meist noch integriert in die medizinische Fakultät als Hortus Medicus. Der Botanische Garten Kiel war der erste deutsche botanische Garten im engeren Sinne. Er wurde 1669 von Johann Daniel Major an der Universität Kiel eingerichtet.
Der erste botanische Garten in Portugal wurde 1768 auf Initiative des Sebastião José de Carvalho e Melo, Marquês de Pombal, als Königlicher Botanischer Garten am Palácio Nacional da Ajuda eingerichtet, 1772 folgte der Botanische Garten an der Universität Coimbra, ebenfalls als Projekt Pombals.

## Funktionen
„Science and pleasure“ hieß der Leitspruch des  botanischen Garten in Kew bei London (England), am Beginn der Entstehungsgeschichte der großen botanischen Gärten in Europa und Amerika. Es war der Zweiklang von Wissenschaft und Vergnügen, der bis heute weltweit die Philosophie der botanischen Gärten prägt.

### Kräutergärten
Ursprünglich beherbergten die botanischen Gärten weitgehend Heilkräuter und waren wesentliche Grundlage für die phytomedizinische Forschung und Lehre, waren also Heilpflanzengärten. Vorbild waren die klösterlichen Kräutergärten. Die ersten botanischen Gärten wie der in Padua ähnelten auch in ihrer Form und Struktur den Klostergärten. Zumeist waren die Pflanzen in den Beeten nach den in ihnen enthaltenen phytomedizinischen Wirkstoffen gruppiert. Nach wie vor bieten botanische Gärten Anschauungsmaterial für das Studium der Medizin, der Phytomedizin und der Botanik insgesamt. Beispielsweise im Heilpflanzengarten Herba Sana sind neben krautigen Pflanzen und Stauden auch Sträucher und Bäume mit pharmakologisch wirksamen Inhaltsstoffen zu sehen.

### Felsspaltengärten

Felsspaltengarten im Botanischen Garten Hof

Durch neue Bauweisen, welche die Natur nachempfinden, können schwer kultivierbare Pflanzen einfacher erhalten werden. So können durch vertikale Steinfugen Feuchte, Kühle und Nährstoffarmut ermöglicht werden, vor allem die Hochgebirgsflora passte sich an diese von hoher Lichtintensität und kühlem Untergrund gekennzeichneten ökologischen Nischen an. Ein Kompetenzzentrum dieser Gartenart in Deutschland ist der Botanische Garten der Stadt Hof.

### Pflanzensystematik

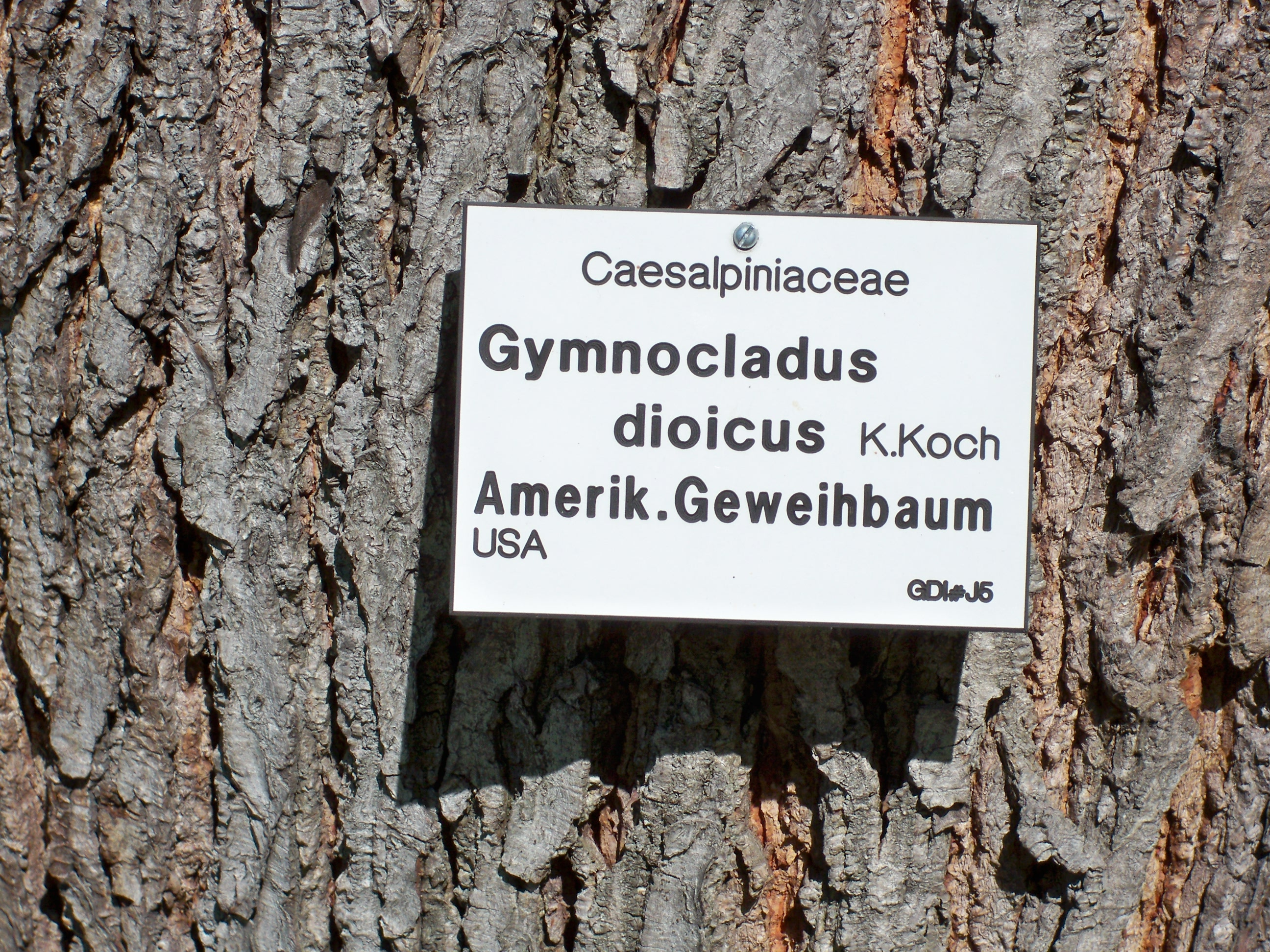
Typische Beschilderung in einem botanischen Garten

Später mit der Erforschung der Natur und Vegetation in weit entfernten Gegenden der Erde wie Südamerika und Ostasien legten sich die botanischen Gärten umfangreiche Pflanzensammlungen aus aller Welt zu. Einige botanische Gärten erlangten hohes Ansehen wegen ihrer herausragenden Pflanzensammlungen und der an den angeschlossenen Instituten durchgeführten Forschungen. Dazu zählen der botanische Garten in Kew bei London (England), der  Missouri Botanical Garden in St. Louis (USA), der New York Botanical Garden (USA) und der Botanische Garten Berlin-Dahlem.

### Naturschutz
Die zumeist botanischen Universitätsinstituten angegliederten botanischen Gärten sahen und sehen es als ihre Aufgabe, durch Erhaltungskulturen aktiv zur Erhaltung biologischer Vielfalt (Biodiversität) und genetischer Ressourcen beizutragen. Auf diese Weise dienen sie dem Erhalt der Artenvielfalt. Zum einen geschieht dies dadurch, dass die Gärten Pflanzen kultivieren, die in ihrer Existenz als gefährdet eingestuft sind oder in ihrer ursprünglichen Heimat ausgestorben sind. Ein Beispiel ist der Toromiro (Sophora toromiro), eine Pflanzenart aus der Gattung der Schnurbäume, die einzige einheimische Baumart der Osterinsel. Der berühmte norwegische Forschungsreisende Thor Heyerdahl sah den letzten Toromiro Ende der 50er Jahre und sammelte einige Früchte. Seitdem galt diese Art als ausgestorben. 1988 entdeckten Botaniker der Universität Bonn in ihrem botanischen Garten ein Exemplar des Toromiro. Die Nachricht von dieser Entdeckung schlug hohe Wellen. Später stellte sich heraus, dass der Toromiro auch noch in anderen Botanischen Gärten überlebt hat. Im Rahmen eines Arterhaltungsprojekts wurden 1995 160 Toromiros aus den Botanischen Gärten in Göteborg und Bonn auf die Osterinsel gebracht. Einige überlebten und wachsen inzwischen wieder in ihrer ursprünglichen Heimat.

### Saatgutaustausch
Um relativ einfach und kostengünstig an Pflanzen zu kommen, hat sich zwischen den Botanischen Gärten ein kostenfreier Samentausch etabliert. Die botanischen Gärten erstellen meist jährlich einen Katalog ihres Samenangebots, den Index Seminum und tauschen die Indices Seminum untereinander aus. Dies ist die wichtigste Quelle für den Erhalt und Ausbau ihrer Pflanzensammlungen. Die Weitergabe von Pflanzenmaterial erfolgt ausschließlich zu nicht-kommerzieller Nutzung in Forschung, Bildungsarbeit oder Naturschutz. An diesem Samenaustausch sind zurzeit weltweit über 700 Botanische Gärten beteiligt. Der älteste Katalog stammt aus dem Jahre 1591 aus dem Botanischen Garten Padua. Einer der ältesten erhaltenen Indices Seminum aus Deutschland stammt aus dem Jahr 1797. Er wurde vom Botanischen Garten der Universität Halle herausgegeben und liegt im Geheimen Staatsarchiv Preußischer Kulturbesitz Berlin-Dahlem.

### Öffentliches Grün
Schließlich dienen botanische Gärten mit ihren parkähnlichen Anlagen der Erholung. Dies ist besonders der Fall in den weitläufigen Arboreten. Weltweit einer der größten ist der Botanische Garten Rombergpark in Dortmund. Er ist 68 ha groß.

## Die größten botanischen Gärten
Die größten botanischen Gärten der Welt sind (Auswahl, nach Größe geordnet):
- Botanischer Garten Peking in Peking, China, 400 ha
- Botanischer Garten Chenshan in Shanghai, China, 207 ha
- Botanischer Garten Rio de Janeiro, Brasilien, 140 ha
- Royal Botanic Gardens (Kew) in London, Vereinigtes Königreich, 132 ha
- Botanischer Nikolai-Zizin-Garten in Moskau, Russland, 130 ha
- Botanischer Garten Tiflis, Georgien, 128 ha
- Botanischer Garten Batumi, Georgien, 114 ha
- New York Botanical Garden, Vereinigte Staaten, 100 ha
- Singapore Botanic Gardens, Singapur, 74 ha
- Botanischer Garten Rombergpark in Dortmund, Deutschland, 68 ha
- Botanischer Garten Berlin, Deutschland, 43 ha
- Missouri Botanical Garden in St. Louis, Vereinigte Staaten, 32 ha
- Royal Botanic Gardens (Sydney), Australien, 30 ha
- Botanischer Garten Ulm, Deutschland, 28 ha